# Jean Palacy
 (mars 2010).
Si vous disposez d'ouvrages ou d'articles de référence ou si vous connaissez des sites web de qualité traitant du thème abordé ici, merci de compléter l'article en donnant les références utiles à sa vérifiabilité et en les liant à la section « Notes et références ».
Jean Palacy, né Jean Quentin le 18 octobre 1930 à Paris et mort le 8 juin 2010 à Mareuil-lès-Meaux, est un artiste de cirque. Célèbre pour ses numéros de trapèze dans les années 1950 à 1970, il crée sa propre école, aux alentours de Meaux (Seine-et-Marne), qu'il a dirigée jusqu'à ses derniers jours. 

## Biographie
Ses premières apparitions en public forgeront d'emblée son goût du spectacle (et du risque), au travers sa fonction de cascadeur dans le numéro des Doros. 
Mais c'est en 1950 que débute réellement sa carrière de trapéziste volant, en tant que porteur dans la troupe des Météors, lors de tournées en Italie avec le cirque hollandais Mikkenie et en Angleterre avec le cirque Mills.
En 1953, il est à l’affiche de l’Olympia (Paris) et au Radio Circus dans le nouveau numéro de cadre aérien des Clérans, dont il remplace le porteur vedette.
Un an plus tard, au Cirque d'Hiver, il présente son propre numéro de trapèze volant sous le nom des Roggers, puis des Tarzanovas. Ce numéro tournera chez Chiperfield (Grande-Bretagne), Price (Espagne), Coliseo (Portugal), Aurora et Togni (Italie), Mullens (Pays-Bas), et Orfei (Italie). C'est d'ailleurs à ce même endroit, au Cirque d'Hiver, qu'il sera appelé par les studios américains pour « tourner un bout de pellicule », et être la doublure de Tony Curtis dans le film Trapèze de Carol Reed (1956), ceci dans le cadre d'une acrobatie inédite et périlleuse. À ce titre, pour l'anecdote, sachons — pour l'entendre de la bouche de l'intéressé — que celui-ci n'a pas eu droit au générique, ni même touché un seul centime pour sa prestation.  
Entre 1958 et 1963, Jean Palacy se produit dans des villes et capitales importantes, étant notamment le porteur du grand voltigeur Enzo Cardona au Koweït, et en Espagne au Circo Américano.
La consécration arrive en 1964, lorsqu'il présente à La Piste aux étoiles, avec son épouse Pauline Lacy, le numéro de cadre aérien qui les rendra célèbres dans le monde entier sous le nom des Palacy’s, et un nom qui brillera jusqu’en 1977 au-dessus des pistes les plus prestigieuses : Continental Circus, Wilkie, Karl Althoff, Billy Smart, Citta de Roma, Berny, Rancy, Black Tool Tower Circus, Ray Miller Circus, Boltinio, Nack…
En 1977, après moult chutes et blessures qui n'ont jamais entamé en rien sa passion pour le métier, Jean Palacy décide de donner un virage à sa carrière, et annonce qu'il se consacrera désormais à la transmission de son art. Pour cela, afin de s'y préparer, il se rapproche de la Famille Gruss au Carré Silvia-Monfort, puis entre à l'École Nationale du Cirque Annie Fratellini où il restera trois ans.
C'est en 1986, en collaboration avec l’association « Lieux Publics », qu'il fonde sa propre école, à La Ferme du Buisson de Noisiel.
En 1989 est créée l’association « Trapèze Volant Jean Palacy », agréée en 1999 en tant qu’association Jeunesse et Éducation Populaire par le Ministère des Sports.
À la suite du réaménagement de la Ferme du Buisson, l’école devenue « École Internationale Supérieure de Trapèze Volant Jean Palacy » s’installe en 1993 à la Ferme du Couvent de Coupvray en Seine-et-Marne.
Les élèves de Jean Palacy ont été primés à plusieurs reprises dans les festivals de cirque (Paris, Moscou, Auch). 
De nombreux professionnels ont été formés dans son école et plusieurs troupes aériennes en sont issues : Tout Fou To Fly, Les Arts Sauts, Les Galindos, Les Colporteurs…
Jean Palacy a été nommé en janvier 2000 Chevalier de l’Ordre des Arts et des Lettres.